# Music Is Painting In The Air (1974-1977)
Music Is Painting In The Air (1974-1977) è una raccolta del gruppo musicale Sensations' Fix, pubblicata nel 2012.

## Il disco
L'album, pubblicato per la prima volta nel 2012, documenta il periodo più creativo del gruppo, ovvero tra il 1974 ed il 1977.
Il disco, stampato in doppio LP e CD in papersleeve, prende il nome dell'omonima traccia presente nell'album Fragments of Light.

## Tracce
1. Barnhouse effect - 4:46
2. Cold Nose Part 3, 4th Movement - 3:23
3. Leavy My Chemistry - 3:37
4. Acudreaming - 3:02
5. Grow On You - 4:17
6. Scraping Delay - 1:10
7. Warped Notion Of A Pratical Joke (Instrumental) - 1:37
8. Dark Side Of Religion - 3:28
9. Cosmic Saudade - 4:39
10. Cold Nose Part 3, Movement 2 - 1:29
11. Fragments Of Light - 3:07
12. Into The Memory - 3:11
13. Cold Nose Part 3, Movement 5 - 1:01
14. C'è Nessuno - 4:02
15. Map - 4:57
16. Moving Particles - 2:24
17. Cold Nose Part 3, Movement 3 - 0:42
18. Music Is Painting - 2:55
19. Left Side Of Green - 4:12
20. Chelsea Hotel Room 625 - 2:07
21. Fix A Water Fountain (Instrumental) - 2:31
22. Overflowing Ashtrays - 1:13
23. Strangelands - 1:54
24. Cold Nose Story - 4:03
25. Slow Motion Movie - 1:59
26. Fortune Teller - 1:43
27. Fortune Teller Coda - 2:43
28. Crossing Berlin - 5:14
29. Darkside 1 & 3 - 3:06
30. Darkside 2 - 3:30